# Paleobiology Database
La Paleobiology Database ('Base de Dades de Paleobiologia') és un recurs web que conté informació sobre la distribució i la classificació d'animals, plantes i microorganismes fòssils.
La Paleobiology Database té el seu origen en la iniciativa Phanerozoic Marine Paleofaunal Database («Base de Dades Paleofaunística Marina del Fanerozoic»), que era finançada per l'NCEAS i estigué activa entre l'agost del 1998 i l'agost del 2000. Des del 2000 ha rebut finançament de la National Science Foundation i el Consell Australià de Recerca. Entre el 2000 i el 2010 fou albergat a l'NCEAS un centre de recerca transversal de la Universitat de Califòrnia a Santa Bàrbara. Actualment el projecte es troba a la Universitat de Wisconsin-Madison, sota la supervisió d'un comitè internacional d'investigadors que hi afegeixen informació.